# 奧皮利西科
50°29′49″N 24°12′43″E / 50.49694°N 24.21194°E
奧皮利西科（烏克蘭語：Опільсько），是烏克蘭西部的村莊，隸屬利維夫州的舍普季茨基區。該村面積1.43平方公里，海拔高度197米，2001年人口623，人口密度每平方公里435.66人。